# 엘드란 시리즈
엘드란 시리즈는 선라이즈, 다카라토미, TV 도쿄, 요미우리 광고사가 1991년 4월 3일부터 1994년 2월 23일에 걸쳐 제작한 일련의 로봇 애니메이션 작품의 통칭이다. 엘드란은 기계 제국에 맞서 싸우는 빛의 용사이다. 엘드란 시리즈에는 엘드란뿐만이 아니라 털보장군(국방부 장관)이 계속 등장하는 것이 공통점이다. 그리고 모든 시리즈물 주인공들이 사는 지역은 같지만 학교는 다르다. 절대무적 라이징오, 원기폭발 간바루가, 열혈최강 고자우라의 세작품으로 구성되어 있다.

## 엘드란의 역사
| 제목              | 원제                 | 방송 기간                        | 화수            | 국내수입명 |
| ----------------- | -------------------- | -------------------------------- | --------------- | --- |
| 절대무적 라이징오 | 絶対無敵ライジンオー | 1991년 4월 3일 ~ 1992년 3월 25일 | 전51화          | 절대무적 라이징오 (시네 올림피아(비디오), MBC, 투니버스) (1993년 ~ 1994년, 1998년) 라이징가 (이글 상사) (1994년) |
| 원기폭발 간바루가 | 元気爆発ガンバルガー | 1992년 4월 1일 ~ 1993년 2월 24일 | 전47화(총98화)  | 킹바루가 (이글 상사) (1994년) 감마 (영실업) (1995년) 로봇전사 감마 (투니버스, 경인방송) (2001년 ~ 2002년)        |
| 열혈최강 고자우라 | 熱血最強ゴウザウラー | 1993년 3월 3일 ~ 1994년 2월 23일 | 전51화(총149화) | 공룡전대 고자우라 (영실업) (1996년) 무적 캡틴 사우루스 (KBS, 투니버스, 재능TV) (2000년)                          |

## 메카

### 절대무적 라이징오(絶対無敵ライジンオー) (1991년 ~ 1992년) (히노보리 초등학교(陽昇小学校) 5학년 3반)
- 라이징오(ライジンオー) (검투왕(剣王) + 봉황왕(鳳王) + 사자왕(獣王)) (제1화(1991.04.03)부터 등장)
  - 가드 라이징오(ゴッドライジンオー) (라이징오(ライジンオー) + 바쿠류(バクリュウオー)) (라이징오의 "퍼펙트 합체") (제23화(1991.09.04)부터 등장)
  - 라이징오 마크2(ライジンオーMk-II) (골판지 라이징오) (제42화(1992.01.22)에서만 등장) (완구 미출시)
  - 거대 카라쿠리 라이징오(巨大からくりライジンオー) (OVA편(1993년)(한국 미방영)에서만 등장) (완구 미출시)
  - 클라스터 라이징오(クラスターライジンオー) (라이징오(ライジンオー) + 클라스터 서클(クラスターサークル)) (《절대무적 라이징오: 5차원 제국의 역습 (絶対無敵ライジンオー 五次元帝国の逆襲)》(2017년 ~ 2018년)(Web 소설)에서만 등장)
- 바쿠류(バクリュウオー) (제22화(1991.08.28)부터 등장)

악역 메카
- 가짜 라이징오(ジャークライジンオー) (제21화(1991.08.21)에서만 등장) (완구 미출시)
- 자크 악당(ジャークサタン) → 그레이트 자크 악당(グレートジャークサタン) (제21화(1991.08.21)부터 등장)
  - 자크 루시퍼(ジャークルシファー) → 그레이트 자크 루시퍼(グレートジャークルシファー) (OVA편(1993년)(한국 미방영)에서만 등장) (완구 미출시)

### 로봇전사 감마(元気爆発ガンバルガー) (1992년 ~ 1993년) (아오조라 초등학교(青空小学校) 4학년 1반) (《절대무적 라이징오》와 속편)
- 감마 에이스(ガンバルガー) (고 타이거(ゴウタイガー) + 마하 이글(マッハイーグル) + 킹 엘리펀트(キングエレファン)) (제1화(1992.04.01)부터 등장)
  - 감마 에이스 라이온버스터 모드(ガンバルガー リボルバスター装着モード) (감마 에이스(ガンバルガー) + 감마 라이온(リボルガー)) (제16화(1992.07.15)부터 등장)
  - 그레이트 감마(グレートガンバルガー) (감마 에이스(ガンバルガー) + 감마 라이온(リボルガー) + 감마 드래곤(ゲキリュウガー)) (감마 에이스의 "퍼펙트 합체") (제23화(1992.09.02)부터 등장)
- 감마 라이온(リボルガー) (제15화(1992.07.08)부터 등장)
- 감마 드래곤(ゲキリュウガー) (제22화(1992.08.26)부터 등장)

### 무적 캡틴 사우루스(熱血最強ゴウザウラー) (1993년 ~ 1994년) (산들바람 초등학교(春風小学校) 6학년 2반) (《로봇전사 감마》와 속편)
- 캡틴 사우루스(ゴウザウラー) (마하 루스(マッハプテラ) + 랜드 루스(ランドステゴ) + 선더 루스(サンダーブラキオ)) (제1화(1993.03.03)부터 등장)
  - 캡틴 사우루스 매그넘버스터 모드(バスターゴウザウラー) (캡틴 사우루스(ゴウザウラー) + 매그넘 사우루스(マグナザウラー)) (제18화(1993.06.30)부터 등장)
    - 그레이트 캡틴 사우루스(キングゴウザウラー) (캡틴 사우루스 매그넘버스터 모드(バスターゴウザウラー) + 그랜드 사우루스(グランザウラー)) (캡틴 사우루스의 "퍼펙트 합체") (제29화(1993.09.15)부터 등장)
- 매그넘 사우루스(マグナザウラー) (제18화(1993.06.30)부터 등장)
- 그랜드 사우루스(グランザウラー) (제26화(1993.08.25)부터 등장)

악역 메카
- 블랙 그랜드 사우루스(ダークグランザウラー) (제40화(1993.12.01)부터 등장) (제43화(1993.12.22)에서 파괴된다) (완구 미출시)
- 블랙 캡틴 사우루스(ダークゴウザウラー) (블랙 마하 루스(ダークマッハプテラ) + 블랙 랜드 루스(ダークランドステゴ) + 블랙 선더 루스(ダークサンダーブラキオ)) (제41화(1993.12.08)부터 등장) (제43화(1993.12.22)에서 파괴된다)
  - 블랙 그레이트 캡틴 사우루스(ダークキングゴウザウラー) (블랙 캡틴 사우루스(ダークゴウザウラー) + 블랙 매그넘 사우루스(ダークマグナザウラー) + 블랙 그랜드 사우루스(ダークグランザウラー)) (블랙 캡틴 사우루스의 "퍼펙트 합체") (제41화(1993.12.08)부터 등장) (제43화(1993.12.22)에서 파괴된다) (완구 미출시)
- 블랙 매그넘 사우루스(ダークマグナザウラー) (제41화(1993.12.08)부터 등장) (제43화(1993.12.22)에서 파괴된다) (완구 미출시)

### 완전승리 다이테이오(完全勝利ダイテイオー) (2000년 ~ 2002년) (고쿠라 초등학교(極楽小学校) 5학년 3반) (《무적 캡틴 사우루스》와 속편) (시대 설정: 서기1994년~1995년) (소설)
- 다이테이오(ダイテイオー) (테이오(テイオー) + 쿠우오(クウオー) + 리쿠오(リクオー))
  - 퍼펙트 다이테이오(パーフェクトダイテイオー) (다이테이오(ダイテイオー) + 다이류오(ダイリュウオー)) (다이테이오의 "퍼펙트 합체")
- 다이류오(ダイリュウオー)
- 다이겐오(ダイゲンオー) (퍼펙트 다이테이오(パーフェクトダイテイオー)의 무기)

악역 메카
- 데빌갓슈 Au(デビルガッシュAu)
- 긴갓슈 Ag(ギンガッシュAg)
- 도우갓슈 Cu(ドウガッシュCu)